# Baudreville (Eure-et-Loir)
Baudreville – miejscowość i gmina we Francji, w Regionie Centralnym, w departamencie Eure-et-Loir.
Według danych na rok 1990 gminę zamieszkiwało 247 osób, a gęstość zaludnienia wynosiła 19 osób/km² (wśród 1842 gmin Regionu Centralnego Baudreville plasuje się na 893. miejscu pod względem liczby ludności, natomiast pod względem powierzchni na miejscu 989.).